# Gustaf Ising
Gustaf Adolf Ising, född 19 februari 1883 i Finja, död 5 februari 1960 i Danderyd, var en svensk geofysiker. Han var son till godsägare Jonas Nilsson och Maria Nilsson, född Jönsson. Gift 1924 med Aina Schoug och far till Anna Berggren.

## Biografi
Ising blev filosofie kandidat vid Uppsala universitet 1903, filosofie licentiat vid Stockholms högskola 1910, disputerade där för filosofie doktorsgraden 1919 på avhandlingen Undersökningar rörande elektrometrar och blev docent i fysik där samma år. Han var tillförordnad professor vid Stockholms högskola 1920–1928, laborator där 1928–1936 och tilldelades professors namn 1934. Han invaldes som ledamot av Vetenskapsakademien 1935 och tillhörde Nobelkommittén för fysik 1947–1953.
Ising konstruerade känsliga och oömma instrument för geofysiska mätningar och malmletning. Han studerade bland annat varviga lerors magnetiska egenskaper. Han angav som den förste principen för den linjära partikelacceleratorn. Den norske fysikern Rolf Widerøe tog upp Isings idéer och byggde den första acceleratorprototypen, vilket i sin tur inspirerade Ernest Lawrence att utveckla cyklotronen.